# 546. Grenadier-Division
Die 546. Grenadier-Division war ein Großverband der Wehrmacht im Zweiten Weltkrieg.  

## Geschichte
Die 546. Grenadier-Division sollte am 7. Juli 1944 im Wehrkreis XVII als sogenannte Sperrdivision in der 29. Aufstellungswelle aufgestellt werden. Am 19. Juli 1944 noch während der Aufstellung in 45. Grenadier-Division umbenannt, welche die bei der Heeresgruppe Mitte vernichteten 45. Infanterie-Division ersetzen sollte.  
Kommandeur der 546. Grenadier-Division war Oberst Richard Daniel.  

## Gliederung Juli 1944
- Grenadier-Regiment 1088 mit zwei Bataillonen, wurde Grenadier-Regiment 130
- Grenadier-Regiment 1089 mit zwei Bataillonen, wurde Grenadier-Regiment 133
- Grenadier-Regiment 1090 mit zwei Bataillonen, wurde Grenadier-Regiment 135
- Artillerie-Regiment 1546 mit vier Abteilungen, wurde Artillerie-Regiment 98
- Divisions-Einheiten 1546, u. a. Füsilier-Kompanie 546, wurden Einheiten 45 (Pionier-Bataillon 81, Nachrichten-Abteilung 65)